# Paka, Vitanje
Paka je naselje v Občini Vitanje.